# Superhumeral

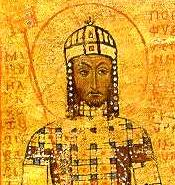
Emperador Manuel I Comneno con un superhumeral de cuadros azules y dorados sobre sus hombros, desde el cual cae hacia abajo una de las franjas del en una franja loros imperial. En sus manos sostiene la segunda franja del loros que viene desde la parte trasera del superhumeral. Nótese que el loros tiene el mismo patrón de diseño del superhumeral.

El superhumeral es una pieza de la vestimenta bizantina que descansa sobre hombros y parte de la espalda del dignatario. Por lo general estaba ricamente decorada con piedras preciosas y bordada con oro. En muchas ocasiones el superhumeral era combinado con otra pieza de vestimenta bizantina, el loros imperial, el cual era antiguamente solo una franja ricamente decorada en oro y joyas que los dignatarios se enrollaban en el torso y brazos. Sin embargo posteriormente combinado con el superhumeral, una larga franja caía frontalmente desde la parte de adelante, mientras en la parte trasera caía una segunda franja aún más larga que era llevada hacia adelante y descansaba en el o los brazos del dignatario.

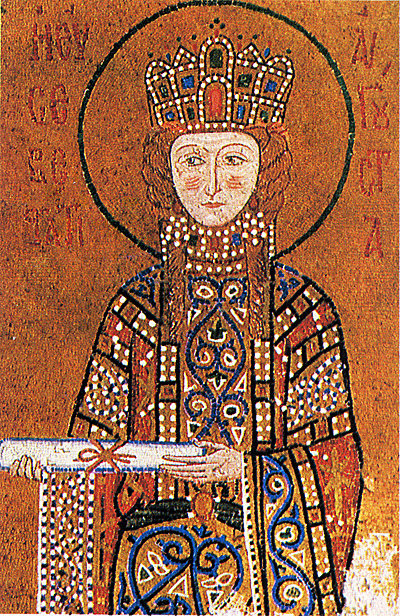
Emperatriz bizantina Santa Irene (Piroska) de Hungría con un superhumeral dorado y azul del que cae frontalmente la franja del loros imperial con el mismo patrón de diseño.